# Clark Bissell

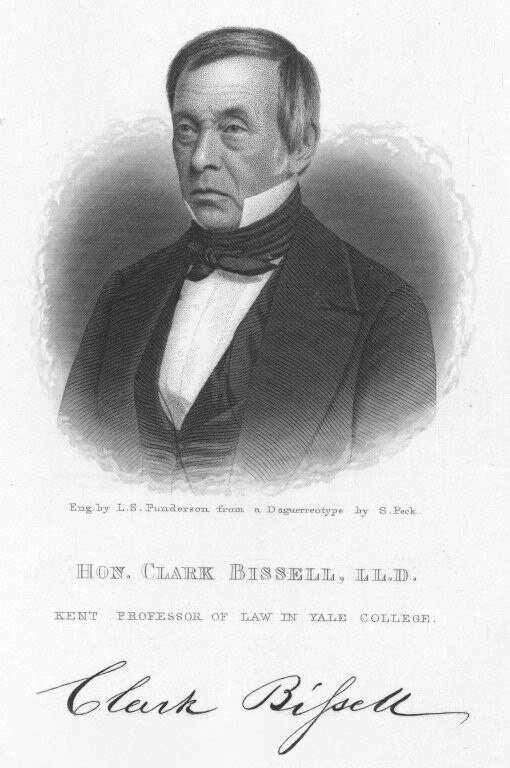
Clark Bissell

Clark Bissell (* 7. September 1782 in Lebanon, New London County, Connecticut; † 15. September 1857 in Norwalk, Connecticut) war ein US-amerikanischer Politiker und von 1847 bis 1849 Gouverneur des US-Bundesstaates Connecticut. Er war Mitglied der Whig Party.

## Frühe Jahre und politischer Aufstieg
Bissell graduierte 1806 an der Yale University, studierte anschließend Jura und wurde dann 1809 als Anwalt zugelassen. Er entschied sich recht spät, in die Politik zu gehen. 1829 kandidierte er für das Repräsentantenhaus von Connecticut und siegte. Daraufhin wurde er immer aufs Neue bis 1841 wiedergewählt. Anschließend war er zwischen 1842 und 1843 im Senat von Connecticut. Ferner war er auch zwischen 1829 und 1839 als beisitzender Richter am Connecticut Supreme Court of Errors tätig. Bissell kandidierte 1846 erfolglos für das Amt des Gouverneurs von Connecticut.

## Gouverneur von Connecticut
Er wurde 1847 zum Gouverneur von Connecticut gewählt sowie 1848 wiedergewählt. Während seiner Amtszeit befürwortete er eine Reform des Bildungswesens, der Steuern, sowie eine Spirituosenprohibition; allerdings wurden nur belanglose Gesetze verabschiedet. Ferner erhob er Einspruch bezüglich eines Scheidungsbeschlusses, was als Sabotage der gesetzgebenden Macht betrachtet wurde. Als Folge davon wurde er 1849 nicht noch einmal wiedergewählt.

## Weiterer Lebenslauf
Nachdem er sein Amt verlassen hatte, blieb er weiter im öffentlichen Dienst aktiv. Er wurde 1850 erneut in Connecticuts Repräsentantenhaus gewählt. Er setzte auch seine Tätigkeit als Juraprofessor an der Yale University fort, eine Stellung, in die er während seiner Zeit als Gouverneur eingestellt wurde. Clark Bissell verstarb am 15. September 1857 und wurde auf dem Norwalk Union Cemetery beigesetzt.
Clark Bissell war mit Sally Sherwood verheiratet. Das Paar hatte sechs gemeinsame Kinder.